# Список клиентов
«Список клиентов» (англ. The Client List) — американский телевизионный фильм, премьера которого состоялась 19 июля 2010 года на кабельном телеканале Lifetime. В основу сюжета фильма положена реальная история, происшедшая в 2004 году в Техасе.
Главную роль в фильме исполнила Дженнифер Лав Хьюитт, которая была номинирована на премию «Золотой глобус» в 2011 году в категории «Лучшая женская роль в мини-сериале или телефильме», но проиграла награду Клэр Дэйнс за роль в фильме «Тэмпл Грандин».

## Сюжет
Саманта Хортон, бывшая королева красоты Техаса, мать двоих детей и безработная женщина с больным мужем. В прошлом профессиональный футболист, её муж ныне травмирован и, будучи не в ладах с законом, ушёл в бега. Она вынуждена устроиться массажисткой в салон красоты, чтобы платить по счетам. На новой работе её ждет неприятный сюрприз: клиенты спа-салона хотят не только массаж, но и услуги связанные с проституцией. Хозяйка салона смотрит на это сквозь пальцы. Саманта поначалу ломается, но после соглашается оказывать сексуальные услуги. Вскоре она становится самой востребованной массажисткой.
В доме появляются деньги, но за это приходится платить унижением. Знакомым и родственникам Саманта рассказывает, что бизнес вполне легальный. Через некоторое время хозяйка также вынуждена покинуть своё место и во главе салона встаёт Саманта. Полиции становится известным список клиентов салона и из-за участия в нелегальной деятельности Саманта попадает в тюрьму. Только пройдя через все тяжкие она снова соединяется со своим мужем.

## В ролях
- Дженнифер Лав Хьюитт — Саманта Хортон
- Сибилл Шеперд — Кэсси
- Тедди Сирс — Рекс Хортон
- Соня Беннетт — Ди
- Линда Бойд — Джеки
- Хезер Дорксен — Таня
- Мэтт Батталья — Дон Дженкинс (персонаж впоследствии появился в сериале, в третьей серии первого сезона)

## Прием критиков
Премьеру фильма смотрело 3,9 миллионов зрителей, что стало самым высоким результатом в день премьеры среди женщин в возрасте 18 до 49. Критик из Entertainment Weekly описал фильм как типичный продукт канала Lifetime, в котором показываются дешевые острые ощущения и моральные ценности, но отметил что Лав Хьюитт сумела донести до зрителя эмоции её героини благодаря своему обаянию и искренности.

## Продолжение
10 августа 2011 года было объявлено, что Lifetime заказали съёмки одноимённого телесериала с Лав Хьюитт в главной роли. Премьера состоялась 8 апреля 2012 года и первый сезон состоит из 10 эпизодов.